# Трансрегуляторные элементы
Трансрегуляторные элементы (англ. trans-regulatory elements) — гены, которые изменяют экспрессию генов, находящихся на большом расстоянии. Как правило, трансрегуляторные элементы кодируют факторы транскрипции.
Трансрегуляторные элементы действуют при помощи межмолекулярных взаимодействий между фактором транскрипции (белком) и участком ДНК, находящемся далеко от гена фактора транскрипции. Для цис-регуляторных элементов характерно взаимодействие между разными частями одной молекулы — например, между геном и близлежащим регуляторным элементом.